# Плужник Григорій Дмитрович
Григорій Дмитрович Плужник (нар. 14 [1] травня 1909, с. Музиківка, Херсонська губернія — пом. 27 січня 1973, Москва) — радянський та український актор кіно і театру.

## Життєпис
Григорій Плужник народився 1 травня 1909 року в селі Музиківка (неподалік від Херсона) в багатодітній та заможній родині хлібороба Дмитра Яковича Плужника та його дружини Марії Данилівни Резнік. Григорій Дмитрович був восьмою дитиною в сім'ї. Окрім нього були ще: Іван (1897-помер немовл.), Іван (1898), Марія (1899), Василь (1902-помер немовл.), Олена (1903), Мефодій (1905), Микола (1907-помер немовл.), Віра (1911). Після закінчення школи працював трактористом.
У 1927 році вступив до Одеського музично-драматичний інститут.
У 1929 році поїхав у Москву, навчатися на Українській театральній студії. По закінченні навчання у 1930 році пішов служити в армію. Служив на Далекому сході в Хабаровську. Після демобілізації у 1932 році працював у Харківському Театрі революції, потім переїжджає в Київ. Працює в Київському українському драматичному театрі імені І.Франка у 1934—1936 роках.
Дебютував в кіно у фільмі Воротар (1936, режисер Семен Тимошенко), де знявся в головній ролі воротаря Антона Кандідова. Більше місяця актор готувався та тренувався на воротаря, вчився правильно ловити м'яча. Зйомка початку фільму проходила на Дніпрі, біля Херсона.
На початку німецько-радянської війни Плужник, відмовившись від броні, записався добровольцем. Служив спочатку в запасному полку, потім брав участь в Сталінградській битві. У 1943 році відряджений як актор до Театру Чорноморського Флоту. Молодший лейтенант, технік-телеграфіст. Одночасно керував концертно-естрадної бригадою, виступав на передовій, отримав легке поранення.
Після війни продовжив зніматися в кіно. У 1946 році знявся в ролі розвідника Біденко в фільмі «Син полку» за однойменною повістю Валентина Катаєва. Після цього фільму Григорій Плужник знімався тільки в другорядних ролях.
До 1953 року Плужник служив в Одеському драматичному театрі Радянської Армії (нині Львівський драматичний театр імені Лесі Українки). Але потім рішенням уряду «на честь 300-річчя возз'єднання України з Росією», Одеський театр був примусово переведений до Львова (і став називатися Театром Радянської Армії Прикарпатського військового округу), а Львівський театр оперети перевели до Одеси (нині це — Одеський театр музичної комедії ім. Михайла Водяного). Григорій Плужник переїхав з дружиною до Львова. Спочатку тулилися у гуртожитку, потім отримали пристойне помешкання. Проте через якийсь час Григорій Плужник переїхав у Москву.
В Москві Плужник працював у Центральному театрі Радянської Армії. У 1959 році у Плужника стався конфлікт з керівництвом театру, він написав заяву і пішов.
Плужник почав займатися концертною діяльність.
На початку січня 1973 року у актора стався інсульт. Його поклали в лікарню. Незабаром Плужнику стало краще, і лікарі його відпустили додому. Але через кілька днів стався новий інсульт. На цей раз врятувати Григорія Плужника не вдалося.
Григорій Плужник помер у Москві від інсульту 27 січня 1973 року. Похований на Долгопрудненському цвинтарі.

## Особисте життя
На зоймках стрічки «Воротар» Григорій Плужник зустрів своє перше кохання. У 1939 році закохані побралися, у них народилася донька Тетяна. У 1945 році шлюб розпався. Дружина з донькою залишились в Ленінграді а Плужник поїхав до Москви.
В Одесі, на зоймках «Син полку» Плужник зустрі свою другу дружину Валентину, яка була молодша за нього на шістнадцять років. У 1950 році у них народився син Сергій. Згодом Сергій Плужник став відомим архітектором.
У 1961 році розпався шлюб з другою дружиною. Незабаром Плужник одружився втретє на дівчині Людмилі, молодшій за себе на тридцять один рік, познайомившись з нею під час гастролей в Гусь Хрустальному. У 1965 році у подружжя народилася дочка Олена, а в 1969 році син Дмитро.
У Григорія Плужника було четверо дітей — дочка Тетяна (1939, від першого шлюбу), син Сергій (1950, від другого шлюбу), дочка Олена (1965) та син Дмитро (1969) від третього шлюбу.

## Нагороди
- Медаль «За бойові заслуги»[2]
- Медаль «За оборону Сталінграда»
- Медаль «За перемогу над Німеччиною у Великій Вітчизняній війні 1941—1945 рр.»
- Медаль «20 років перемоги у Великій Вітчизняній війні 1941—1945 рр.»
- Медаль «50 років Збройних Сил СРСР»

## Фільмографія
| Рік  |   | Українська назва               | Оригінальна назва       | Роль                                                           |
| ---- | - | ------------------------------ | ----------------------- | -------------------------------------------------------------- |
| 1967 | ф | На північний захід від Берліна | Северо-западнее Берлина | Русаков                                                        |
| 1963 | ф | Стежки Алтаю                   | Тропы Алтая             | Шаров                                                          |
| 1961 | ф | На початку століття            | В начале века           | робочий                                                        |
| 1961 | ф | Бар'єр невідомості             | Барьер неизвестности    | епізод (немає в титрах)                                        |
| 1960 | ф | Людина з майбутнім             | Человек с будущим       | Федір Макарович, батько Ніни                                   |
| 1960 | ф | Сліпий музикант                | Слепой музыкант         | епізод (немає в титрах)                                        |
| 1959 | ф | Будь-якою ціною                | Любой ценой             | член Військової ради                                           |
| 1958 | ф | Поема про море                 | Поэма о море            | один з керівників будівництва на нараді                        |
| 1956 | ф | Поет                           | Поэт                    | епізод (немає в титрах)                                        |
| 1952 | ф | Нерозлучні друзі               | Неразлучные друзья      | капітан сейнера, старий партизан                               |
| 1946 | ф | Син полку                      | Сын полка               | єфрейтор Біденко                                               |
| 1941 | ф | Бойова кінозбірка № 3          | Боевой киносборник №3   | епізод (немає в титрах)                                        |
| 1941 | ф | Двоє друзів                    | Два друга               | Іван Петренко, молодший командир                               |
| 1939 | ф | Вогняні роки                   | Огненные годы           | онук Петрусь                                                   |
| 1939 | ф | Моряки                         | Моряки                  | Григор'єв Іван Степановичкапітан, 2-го рангу, командир корабля |
| 1938 | ф | Одинадцяте липня               | Одиннадцатое июля       | Янко, брат Степана                                             |
| 1936 | ф | Воротар                        | Вратарь                 | Антон Кандідов                                                 |